# Freundliche Gesichter
Freundliche Gesichter ist das elfte deutsche Studioalbum des deutschen Liedermachers Reinhard Mey und erschien 1981 bei Intercord.

## Inhalt
Reinhard Mey schrieb ein Lied über Müllmänner, den Müllmänner-Blues, und erinnert sich in Sommer an vergangene schöne Sommer zurück.
Das Leben ist ... beschreibt die Suche nach dem Sinn des Lebens.
Dass ein Lied etwas Großes und Bedeutendes ist und was es alles bewirken kann, davon erzählt Mey in Welch ein Geschenk ist ein Lied.
Über Piloten wie Otto Lilienthal, Gail Halvorsen oder Antoine de Saint-Exupéry singt der Liedermacher in All die sturmfesten Himmelhunde und greift somit wieder das Thema Fliegerei auf.
Abends an deinem Bett handelt von einem Vater, der sich Gedanken über sein schlafendes Kind macht.
Über sein Publikum schrieb Mey das Lied Freundliche Gesichter.
Reinhard Mey verfasste wieder ein Liebeslied ... solang’ ich denken kann.
Über verschiedene Stationen in seinem Leben singt der Liedermacher in Laß es heut’ noch nicht geschehen, und in Charlotte besingt er eine seiner Lehrerinnen.
Wieder Gedanken über sein Kind macht sich ein Vater in Ich frag’ mich seit ’ner Weile schon, und über die Schwierigkeit, Abschied zu nehmen, handelt das gleichnamige Lied.

## Titelliste
1. Müllmänner-Blues – 3:38
2. Sommer – 4:36
3. Das Leben ist ... – 3:19
4. Welch ein Geschenk ist ein Lied – 3:29
5. All die sturmfesten Himmelhunde – 4:25
6. Abends an deinem Bett – 3:22
7. Freundliche Gesichter – 3:44
8. ... solang’ ich denken kann – 3:40
9. Laß es heut’ noch nicht geschehen – 3:57
10. Charlotte – 4:17
11. Ich frag’ mich seit ’ner Weile schon – 3:23
12. Abschied – 2:43